# Direktoratet for Kriminalforsorgen
Direktoratet for Kriminalforsorgen er et direktorat under Justitsministeriet, der har til opgave at fuldbyrde de straffe — frihedsberøvelse, betingede domme samt samfundstjeneste — som retssystemet har idømt landets kriminelle.
Konkret løses denne opgave af Kriminalforsorgen. Kriminalforsorgen søger samtidig med, at den udfører kontrol og sørger for sikkerhed for de indsatte, at støtte og motivere de dømte til at leve en kriminalitetsfri tilværelse, når straffen er afsonet. I lighed med resten af det strafferetlige system, som også omfatter politi, anklagemyndighed og domstolene, har Kriminalforsorgen som overordnet mål at begrænse kriminalitet.
Kriminalforsorgen er forpligtet til at sørge for, at de kriminelle afsoner straffen i overensstemmelse med de borgerrettigheder, der nævnes i Grundloven og menneskerettighederne, som er nedskrevet i Den Europæiske Menneskerettighedskonvention. Udover de lovfæstede krav arbejder Kriminalforsorgen efter et principprogram med en række etiske retningslinjer for Kriminalforsorgens virke, herunder åbenhed og et humanistisk livssyn.
Direktoratet for Kriminalforsorgen og Folketingets Ombudsmand kontrollerer ved inspektioner på Kriminalforsorgens institutioner, at gældende lovgivning og overordnede principper overholdes.
Kriminalforsorgen har et årligt budget på ca. 2 mia. kr. Direktøren for Kriminalforsorgen er pr. 1 Juli 2020 Ina Eliasen.
Direktoratet blev grundlagt i 1910 som Direktoratet for Fængselsvæsenet, og ændrede i 1973 navnet til det nuværende. Det har til huse i Strandgade på Christianshavn.